# Družba »Bratje Hrvaškega Zmaja«
Družba »Bratje Hrvaškega Zmaja« (hrvaško Družba »Braća Hrvatskoga Zmaja«, skrajšano DHBZ, latinsko Societas "Fratres Draconis Croatici") je hrvaška bratovščina in kulturna zveza, ustanovljena na načelih prijateljstva, bratstva, prostovoljstva, skupinskega dela in odločanja, z namenom ohranjanja in obnove hrvaške kulturne dediščine ter ohranjanja spomina na dogodke iz hrvaške zgodovine in na zaslužne Hrvate.

## Zgodovina
Družbo so 16. novembra 1905 v Zagrebu ustanovili Emilij Laszowski in Velimir Deželić starejši kot domoljubno, a nepolitično društvo.
Člani Družbe so leta 1906 podali zamisel o obeleževanju tisočletnice Hrvaškega kraljestva. V okviru obeležitve je Družba med leti 1906 in 1946 postavila spomenike in spominske plošče pomembnim osebam in dogodkom iz hrvaške zgodovine po vsej Kraljevini SHS.

## Simboli
Ime je bilo izbrano po leta 1408 ustanovljenem Ordo equestris draconis ('Red zmajskih vitezov') hrvaško-ogrskega kralja Sigismunda, ki je bil sprva sestavljen pretežno iz Hrvatov.
Simbol Družbe je postal zlati zmaj z zelenimi krili, ki čuva ščit z zgodovinskim hrvaškim grbom, njen zavetnik pa je sveti Jurij, družbeno geslo pa je Pro aris et focis, Deo propitio ('Za oltarje in ognjišča z božjo pomočjo'). Člani nosijo predimke 'zmaj' (Alojzije Stepinac, zmaj iz Bakačeve kule), nagovarjajo se s »ti« in so dolžni pomagati drug drugemu tudi izven bratovščine.

## Pravila
Pravila Družbe so bila potrjena leta 1906, vendar so bila večkrat spremenjena in dopolnjena. Delo društva vodi Mojstrski svet (Meštarski zbor), ki ga sestavljajo veliki mojster in 8 mojstrov, izvoljen pa je za dobo 5 let.

## Veliki mojstri
- Emilij Laszowski, prazmaj Brloški i Ozaljski (1905–1935)
- Milutin Mayer, zmaj Svetohelenski (1936–1941)
- Mladen Deželić, zmaj Klokoški IV., (1943–1945)
- Antun Bauer, prazmaj Vučedolski (1990–1992)
- Đuro Deželić, zmaj Klokočki V., (1992–1993)
- Juraj Kolarić, zmaj Hrašćanski, od Sv. Jurja v Trnju (1993–2001)
- Matija Salaj, zmaj Starovukovarski (2001–2006)
- Dragutin Feletar, zmaj Velikootoški, (2006–2011)
- Nevio Šetić, zmaj Istrski (2011–2021)
- Mislav Grgić, zmaj Strossmayerski (2021–2026)

Vir: Hrvatska enciklopedija